# Château de la Gardie
Le château de la Gardie est un château situé au Sequestre, dans le Tarn (France).

## Historique
Le Puech de la Gardie, colline jouissant d'un point de vue impressionnant sur les environs, depuis Albi jusqu'à la vallée du Tarn, est très tôt occupé par une construction fortifiée. En effet, une motte castrale est attestée dès le Xe siècle, et existe jusqu'au XIe siècle. Ce n'est alors qu'un petit édifice en bois, sans même de basse-cour, mais sûrement entouré d'un fossé.
C'est au XVIe siècle qu'est construit l'actuel château de la Gardie.

## Architecture
- Si vous ne connaissez pas le sujet, laissez ce bandeau (vous pouvez alors contacter les auteurs).
- Si vous supprimez le contenu mis en cause (vous pouvez préalablement contacter les auteurs),

argumentez précisément cette suppression dans la page de discussion
(un manque de référence n'est pas un argument ; une recherche réelle de référence doit avoir été effectuée, être formellement documentée).
Le château de la Gardie se compose de plusieurs bâtiments en pierre. Le corps de logis principal, de plan carré, est flanquée d'une tour carrée en son angle sud-ouest. Il s'élève sur deux étages, et est coiffé d'un toit à quatre pans en tuiles. Les ouvertures de l'édifice sont pour la plupart murées, mais il demeure toujours quelques fenêtres à meneaux, dont certaines à meneau horizontal et d'autres à croisée de meneaux.
À ce logis principal sont reliées des dépendances, qui forment une cour intérieure avec lui. On y accède par un portail datant du XVIIe siècle, en anse de panier surmonté d'un fronton triangulaire et encadré de pilastres de type doriques.